# Ryu Joong-Il
Đây là một tên người Triều Tiên, họ là Ryu.
Ryu Joong-Il (sinh ngày 28 tháng 4 năm 1963) hiện nay là quản lý Samsung Lions của Tổ chức bóng chày Hàn Quốc.